# ВВЕР
ВВЕР (на руски: ВВЭР, Водо-водяной энергетический реактор, „Водо-воден енергиен реактор“), е наименованието на серия ядрени реактори, разработени в Съветския съюз. Те са от най-разпространения по света тип - реактори с вода под налягане - с два обособени водни контура. Към 2009 г. ВВЕР се експлоатират в Армения, България, Индия, Иран, Китай, Русия, Словакия, Украйна, Унгария, Финландия и Чехия.
Замисълът за създаване на подобен вид реактори принадлежи на Савелий Фейнберг. Работата по осъществяване на плановете започва през 1954 г., а през 1955 г. ОКБ „Гидропресс“ пристъпва към същинската разработка под ръководството на Игор Курчатов и Анатолий Александров. Първите ВВЕР са изградени преди 1970 г. Най-масово използваният модел е ВВЕР-440 В-230, който има мощност 440 MW и шест водоравни парогенератора. Моделът ВВЕР-440 В-213 се основава на предишния, но със значителни подобрения в системите за сигурност. По-големите реактори ВВЕР-1000 са разработени след 1975 г. и имат мощност 1000 MW. Умалени модификации на ВВЕР са използвани в съветския и руския военноморски флот (примерно в подводниците).

## Същност
ВВЕР са реактори с вода под налягане. Горивните пръти на реактора са напълно потопени във вода, която е подложена на налягане от 15 MPa, така че температурата ѝ на кипене е по-висока от нормалните температури на работа (220 до над 300 °C). Целият реактор е обвит в масивен стоманен кожух. Горивото е слабо обогатен (около 2,4 – 4,4%235U) уранов диоксид (UO2) или подобно.
В най-общия си вид ядреният реактор ВВЕР-1000 е изграден от следните съставни части:
- корпус;
- вътрекорпусни устройства;
  - шахта (защитава корпуса от гама и неутронни лъчения, обезпечава железноводния отразител, отделя различните топлоносителни потоци);
  - блок на защитните тръби (БЗТ);
- активна зона;
  - топлоотделящи елементи (ТОЕ);
  - снопи поглъщащи пръти към системата за управление и защита (СУЗ);
  - снопи горивни пръти;
- горен блок;
- канали за вътрешнореакторни измервания;
- електрически блок.

Интензивността на ядрената реакция се контролира от забавителни пръти, които се вмъкват в реактора от горната му страна. Те са изработени от поглъщащи неутрони материали и забавят верижната реакция според това до каква степен са вмъкнати в реактора. В случай на нужда той може да бъде спрян с пълното вкарване на забавителните пръти в корпуса му.
Мощността на ядрения реактор се контролира чрез промяна интензивността на ядрената реакция. Това може да бъде представено чрез следното опростено уравнение:

N=V*N235*σf,235*Φ*200 MeV, където:
- N – мощност на реактора в MeV/s (Мегаелектронволта за секунда);
- V – обем на ядреното гориво в активната зона на реактора, cm3;
- N235 – ядрена концентрация на 235U в ядреното гориво, 1/cm3;
- σf,235 – микроскопично ефективно сечение на взаимодействие на делене за 235U, barn (1 barn = 10-24 cm2);
- Φ – неутронният поток в активната зона, 1/cm2*s;

за да се преобразува тази мощност във ватове се умножава резултата със 1,60217733e-13.
Промяната на интензивността на ядрената реакция означава промяна в коефициента на размножение на средата или с други думи промяна на броя на неутроните в активната зона. За да се промени броя на неутроните, е необходимо да се регулира тяхното поглъщане и тяхното генериране. Това се изразява с техническия коефициент реактивност. Реактивността се означава с гръцката буква ρ. Тя е функция на коефициента на размножение K:
ρ=K-1/K
Реактивността може да приема следните стойности, като всяка от тях определя дадено състояние на мощността на реактора:

- ρ<0 – реакторът намалява мощността си;
- ρ=0 – реакторът работи при постоянно ниво на мощността;
- ρ>0 – реакторът увеличава мощността си.

## Управление на реакцията и охлаждане
Самото управление на реакцията на делене – или мощността – се осъществява с т. нар. СУЗ – Система за управление и защита. За реакторите ВВЕР 1000 тя се състои от 61 поглъщащи пръта, разпределени в 10 групи. Всички пръти са еднотипни и се използват едновременно за управление и защита. Тези пръти са изградени от елементи (като бор, кадмий, хафний), поглъщащи потока от неутрони, възпирайки ускоряването на верижната реакция. Практически, управлението се осъществява само с 10-а група. В началото на кампанията на реактора, всичките групи се намират в крайно горно положение, а 10 група е на 80% (това означава, че само 20% от дължината на поглъщащите пръти са потопени в активната зона). При промяна на мощността в условията на нормална експлоатация 10 група се придвижва, съответно, надолу – за намаляване на мощността, и нагоре – за повишаване на мощността. В края на кампанията на реактора 10 група е напълно извадена.
По време на работа на реактора при смяна на мощността се получават т. нар. ксенонови колебания, т.е. йод-135 (t1/2 = 6,57 часа), продукт от разпада на урана след бета разпад дава ксенон-135 (t1/2 = 9,14 часа), който много добре поглъща неутрони. Това предизвиква неравномерно разпределение на неутронния поток в активната зона, което е много неблагоприятен ефект, затрудняващ стабилизирането на мощността и влошаващ режима на работа на вътрешнокорпусните устройства и на топлоотделящите елементи. За да се прекратят ксеноновите колебания се използват и другите групи пръти за управление.
Всички групи поглъщащи пръти се използват за защита на реактора. За по-ефективно управление, реакторът разполага с аварийна защита АЗ и няколко степени предупредителни защити ПЗ. Аварийната защита се използва само в краен случай, когато системите за управление и защита не съумеят да овладеят произтичащо неуправляемо увеличение на мощността. Това е изключително рядко събитие. Обикновено АЗ се задейства поради лъжлив сигнал от повреден датчик. При задействане на аварийната защита всичките 61 поглъщащи пръти падат под действието на собствената си тежест в активната зона. Това става за около 5 секунди. Предупредителните защити имат за цел да намалят равнището на мощността при рискови или извънредни ситуации, но без да спират реактора, за да може при бързо отстраняване на проблема, реакторът да бъде върнат своевременно в процес на производителност. Това е необходимо, защото при вкарването на поглъщащите пръти в активната зона възниква т. нар. „отравяне на реактора“ (ксенонова / йодна яма), т.е. забавяне на верижната реакция, заради натрупания ксенон-135, който много добре поглъща неутроните, предизвикващи верижната реакция. При вкарването едновременно на всички групи забавянето е толкова силно, че реакторът не може да бъде пуснат без изчакване до спадането на нивата на ксенон-135 (t1/2 = 9,14 часа) след това, поради значителна подреактивност. За това в зависимост от тежестта на предупредителната защита има възможност да се вкара само 1 група – мощността пада веднага с 50% и след това се задържа, да се продължи понижаването на мощността под 50% при вкарана вече 1 група или най-леката предупредителна защита – забрана за движение на поглъщащите пръти нагоре.

### Първи контур (контур на топлоносителя)
Водата в първи контур се поддържа под постоянно налягане, за да се предотврати кипене. Тъй като тя поема топлината от активната зона, поглъщайки радиацията, запазването на целостта на контура е от изключително значение. Контура на топлоносителя се състои от следните основни компоненти:
- Реактор – водата обтича горивните пръти и се нагрява;
- Компенсатор на налягане – за да се поддържа водата под постоянно и контролирано налягане, компенсаторът управлява налягането чрез автоматични действия;
- Парогенератор – топлината от първи контур се използва за нагряване на водата във втори контур и генериране на пара;
- Помпа – подсигурява циркулацията на топлоносителя в първи контур.

### Втори контур
Водата във втори контур не е радиоактивна. Втори контур включва изброените по-долу компоненти:
- Парогенератор – компонентът е общ за първи и втори контур, разделяйки физически топлоносителя на първи и водата на втори контур, която вследствие на отнетата топлина се изпарява и постъпва в турбината;
- Турбина – разширяващата се пара задвижва турбина, свързана с електрогенератор. Турбината е разделена на отсеци с високо и ниско налягане. За да се избегне кондензацията (при висока скорост водните капки повреждат турбинните перки), парата се преподгрява между двата отсека. Реакторите от поколение ВВЕР 1000 имат мощност до 1 GW;
- Кондензатор – парата се охлажда, като се оставя да кондензира, изпращайки остатъчната топлина в охладителната верига;
- Деаератор – премахва газовете от охлаждането;
- Помпи – осигуряват циркулацията на водата във втори контур.

## Характеристики
| Характеристика                              | ВВЕР-210 | ВВЕР-365 | ВВЕР-440 | ВВЕР-1000 | ВВЕР-1200   |
| ------------------------------------------- | -------- | -------- | -------- | --------- | ----------- |
| Топлинна мощност на реактора, MW            | 760      | 1325     | 1375     | 3000      | 3200        |
| КПД, %                                      | 27,6     | 27,6     | 32,0     | 33,0      | >35,0       |
| Налягане на парата пред турбините, kg/cm2   | 29,0     | 29,0     | 44,0     | 60,0      | 70,0        |
| Налягане в първия контур, kg/cm2            | 100      | 105      | 125      | 160,0     | 165,1       |
| Температура на водата, °C                   |          |          |          |           |             |
| на входа на реактора                        | 250      | 250      | 269      | 289       | 298,6       |
| на изхода на реактора                       | 269      | 275      | 300      | 319       | 329,7       |
| Диаметър на активната зона, m               | 2,88     | 2,88     | 2,88     | 3,12      | —           |
| Височина на активната зона, m               | 2,50     | 2,50     | 2,50     | 3,50      | —           |
| Диаметър на топлоотделящите елементи, mm    | 10,2     | 9,1      | 9,1      | 9,1       | —           |
| Брой на топлоотделящите елементи в касетата | 90       | 126      | 126      | 312       | —           |
| Зареждане с уран, t                         | 38       | 40       | 42       | 66        | —           |
| Средно обогатяване на урана, %              | 2,0      | 3,0      | 3,5      | 3,3 – 4,4 | 4,71 – 4,85 |
| Средно изгаряне на гориво, MW·ден/kg        | 13,0     | 27,0     | 28,6     | 40        | >50         |

## Действащи и планирани ВВЕР
| АЕЦ           | Държава   | Брой реактори                                                             | Състояние                                                                                            |
| ------------- | --------- | ------------------------------------------------------------------------- | --- |
| Аккую         | Турция    | (4 × ВВЕР-1200/491) (AES-2006)                                            | Изготвен строителен план.                                                                            |
| Балаково      | Русия     | 4 × ВВЕР-1000/320 (2 × ВВЕР-1000/320)                                     | Спрян е строежът на блокове 5 и 6.                                                                   |
| Белене        | България  | (2 × ВВЕР-1000/446)                                                       | Планиран.                                                                                            |
| Бохунице      | Словакия  | 2 × ВВЕР-440/230 2 × ВВЕР-440/213                                         | Две централи, В-1 and В-2 с по 2 блока всеки. ВВЕР-440/230 блоковете замразени през 2007.            |
| Бушер         | Иран      | 1 × ВВЕР-1000/446 (3 × ВВЕР-1000/446)                                     | |
| Дуковани      | Чехия     | 4 × ВВЕР-440/213                                                          | Надграден до 502 MW през 2009 – 2012.                                                                |
| Грайфсвалд    | Germany   | 4 × ВВЕР-440/230 1 × ВВЕР-440/213 (3 × VVER-440/213)                      | Строежът преустановен. Блок 6 завършен, но не е включван. 7 и 8 отказани.                            |
| Калинин       | Русия     | 2 × ВВЕР-1000/338 1 × ВВЕР-1000/320 (1 × ВВЕР-1000/320)                   | Строящ се блок 4, планиран за 2011 г.                                                                |
| Хмелницкий    | Украйна   | 2 × ВВЕР-1000/320 (2 × ВВЕР-1000/392B)                                    | Строящи се блокове 3 и 4.                                                                            |
| Кола          | Русия     | 2 × ВВЕР-440/230 2 × ВВЕР-440/213                                         | |
| Кооданкулам   | Индия     | (2 × ВВЕР-1000/412) (AES-92)                                              | Строящ се, предивден за 2008/2009 с допълнителни 4 запланувани блока.                                |
| Козлодуй      | България  | 4 × ВВЕР-440/230 2 × ВВЕР-1000                                            | ВВЕР-440/230 блоковете са изведени от експлоатация, действащи 2 × ВВЕР-1000.                         |
| Ленинград 2   | Русия     | 2 × ВВЕР-1200/491 (2 × ВВЕР-1200/491)                                     | Блоковете са прототипи на ВВЕР-1200/491 (AES-2006), строящи се.                                      |
| Ловииса       | Финландия | 2 × ВВЕР-440/213                                                          | Западноевропейски СУЗ, различни херметични конструкции на блоковете. Осъвременени за 488 MW мощност. |
| Мецамор       | Армения   | 2 × ВВЕР-440/230                                                          | Единият блок е изключен през 1989 г.                                                                 |
| Моховце       | Словакия  | 2 × ВВЕР-440/213 (2 × ВВЕР-440/213)                                       | Строежът на блок 3 е възобновен, а на блок 4 все още спрян поради недостиг на средства.              |
| Нововоронеж   | Русия     | 1 x ВВЕР-210 (V-1) 1 x ВВЕР-365 (V-3) 2 × ВВЕР-440/179 1 × ВВЕР-1000/187  | Всичките блокове са прототипи.                                                                       |
| Нововоронеж 2 | Русия     | (2 × ВВЕР-1200/392М) (AES-2006)                                           | Всички блокове са прототипи на ВВЕР-1200/392M (AES-2006) и се строят.                                |
| Пакш          | Унгария   | 4 × ВВЕР-440/213                                                          | Планът за още два ВВЕР-1000/320 е преразгледан.                                                      |
| Райнсберг     | Германия  | 1 × ВВЕР-210                                                              | Поръчката за блока е отменена.                                                                       |
| Ривне         | Украйна   | 2 × ВВЕР-440/213 2 × VVER-1000/320 (2 × VVER-1000/320)                    | Планирането на блокове 5 и 6 замразено.                                                              |
| Южна Украйна  | Украйна   | 1 × ВВЕР-1000/302 1 × ВВЕР-1000/338 1 × ВВЕР-1000/320 (1 × ВВЕР-1000/320) | Строежът на блок 4 замразен.                                                                         |
| Щендал        | Германия  | (4 × ВВЕР-1000/320)                                                       | Строежът и на 4-те блока отменен след обединението на Източна и Западна Германия.                    |
| Темелин       | Чехия     | 2 × ВВЕР-1000/320 (2 × ВВЕР-1000/320)                                     | Строежът на блокове 3 и 4 замразен. Понастоящем подновени (в действие 2025 г.).                      |
| Тянван        | Китай     | 2 × ВВЕР-1000/428 (AES-91) (6 × ВВЕР-1000/428)                            | Блокове 3 – 8 твърдо договорени.                                                                     |
| Волгодонск    | Русия     | 2 × ВВЕР-1000/320 (2 × ВВЕР-1000/320)                                     | Строящи се блокове 3 и 4, в действие през 2013 и 2014 г.                                             |
| Запорожие     | Украйна   | 6 × ВВЕР-1000/320                                                         | Най-голямата ядрена електроцентрала в Европа.                                                        |
| Рупур         | Бангладеш | 2 × ВВЕР-1200/523                                                         | Блок 1 се строи, а блок 2 се планира.                                                                |